# Vitaliano Marescano
Vitaliano Marescano (* 1600; † 18. März 1667), in der Literatur auch Vitelianus Marescanus, Vitalianus Marescano, Vitalianus Marescanus und Vitelianus Marescano, war ein italienischer Geistlicher und römisch-katholischer Bischof von Umbriatico in Kalabrien (Italien).

## Lebensgeschichte
Vitaliano Marescano wurde 1600 als Sohn des Caspare Marescano und dessen Frau Ippolita Biblia in Catanzaro geboren. Ippolita war die Schwester von Bischof Francesco Biblia von Isola. Über die frühe Laufbahn ist wenig bekannt. Er studierte und wurde Doktor des kanonischen Rechts. Er erhielt eine Kanonikerstelle an der Kathedrale von Catanzaro und bekleidete innerhalb des Domkapitels das Amt des Pönitentiars. Er war außerdem 11 Jahre Generalvikar des Bischofs Giuseppe delle Corgna von Squillace. Am 14. März 1661 (nach Gams schon am 15. Februar 1661) ernannte ihn Papst Alexander VII. zum Bischof von Umbriatico. Zum Bischof geweiht wurde er am 20. März 1661 in der Kirche S. Sisto Vecchio in Rom durch Kardinal Giulio Rospigliosi, den späteren Papst Clemens IX. Mitkonsekratoren waren die Bischöfe Giovanni Agostino Marliani, ehemaliger Bischof von Mariana (und späterer Bischof von Reggio Emilia), und Carlo de’ Vecchi, ehemaliger Bischof von Chiusi. Die sechsjährige Amtszeit von Vitaliano Marescano wurde von seinen Zeitgenossen sehr positiv wahrgenommen.

## Anmerkung
1. ↑  nicht Giuseppe Rospigliosi in der Kirche S. Carlo al Corso, wie Calabretta angibt.

| Personendaten    | Personendaten                                                          |
| ---------------- | ---------------------------------------------------------------------- |
| NAME             | Marescano, Vitaliano                                                   |
| KURZBESCHREIBUNG | italienischer Geistlicher, römisch-katholischer Bischof von Umbriatico |
| GEBURTSDATUM     | 1600                                                                   |
| GEBURTSORT       | Catanzaro                                                              |
| STERBEDATUM      | 18. März 1667                                                          |
| STERBEORT        | Catanzaro                                                              |